# Americký způsob života

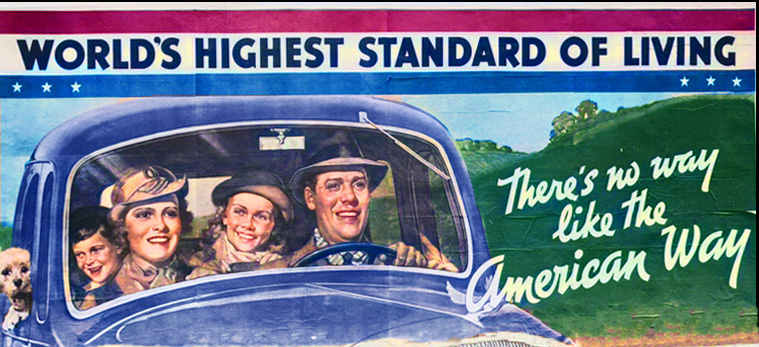
Americký billboard z roku 1937

Americký způsob života, anglicky American Way of Life, nebo jen American Way, je často užívaný termín pro nacionalistický étos ve Spojených státech amerických. Jednoznačná definice neexistuje, nicméně často je spojována s citací z americké Deklarace nezávislosti, kde se uvádí, že nezcizitelným lidským právem je právo na "život, svobodu a usilování o štěstí" (Life, Liberty and the pursuit of Happiness). Pojem úzce souvisí rovněž s termínem americký sen, který je užíván pro americkou víru v to, že společnost musí být organizována tak, aby každý Američan mohl dosáhnout sociálního vzestupu, pokud je ochoten tvrdě pracovat. Termín tak odkazuje k tradici vertikální sociální mobility ("ze dna až na vrchol") a rovnostářství, které jsou podmíněné odbouráním tradičních privilegií (např. šlechtických), jež Spojené státy odvrhly při své emancipaci od britského koloniálního centra. Zprvu komunistický, později konzervativní myslitel William Herberg definoval americký způsob života individualismem, pohybem a pragmatismem. Individualismus stojí na víře, že každý jedinec je důležitý a boj za svobodu musí být vždy bojem za svobodu jedince, a že každý sociální rozvoj musí umožňovat rozvoj jedince a zmnožování jeho možností. Individualismus také přináší závazek práce na sobě samém a sebezdokonalování. Pohybem je míněna jak výše uvedená sociální mobilita (pohyb po sociálním žebříku), tak ochota nesetrvávat na starých tradicích a otevřenost vůči novinkám, které přináší pokrok, s čímž je spojen i "americký optimismus", nadějeplné hledění k horizontu a budoucnu. Pragmatismem je míněna jak konkrétní pragmatická škola, první ryze americká filozofická škola vůbec (John Dewey, Charles Sanders Peirce, William James), tak obecnější ochota k hledání reálných, kompromisních řešení problémů v rámci demokratické diskuse. Často je pojem "americký způsob života" spojován též s aktivitou a vírou v práci a její duchovní hodnotou (viz též Weberova "protestantská etika kapitalismu"). V USA je také často dáván do souvislosti s velmi obecným termínem "svoboda" (freedom), jež se pak projevuje v různorodých fenoménech jako americká ochota se stěhovat a nedržet se jednoho místa, odpor k přílišné byrokratizaci společnosti (např. k občanským průkazům evropského typu), s fenomény jako je moderní nomádství za pomoci karavanů, život subkultur typu uživatelů motorek Harley Davidson apod. Mimo Spojené státy je pojem často chápán jako víra v kapitalismus, obchod a konzumerismus. Někdy je též dáván do souvislosti s vírou v americkou výjimečnost a může mít pak hanlivý přídech.